# 닉 앨디스
닉 앨디스(Nick Aldis, 1986년 11월 6일 ~ )는 본명 니콜라스 앨디스(Nicholas Aldis)다. 영국의 남자 프로레슬링선수다. 노퍽주에서 태어났으며 TNA 링네임에서 매그너스(Magnus)라는 링네임으로 활약했고 2015년 7월부터는 GFW에서 본명으로 활동할 예정였으나 2017년 4월 13일 임팩트 레슬링에서 등장을 한다. 키는 192cm(6 ft 4 in)에다가 몸무게는 110kg(242 lb)이다.

## 수상
- IWGP 월드 태그팀 챔피언 1회 - 더글라스 윌리엄스 (1회)
- TNA 월드 헤비웨이트 챔피언 1회
- TNA 월드 태그팀 챔피언 2회 - 더글라스 윌리엄스 (1회) , 사모아 조 (1회)
- RKK 헤비웨이트 챔피언 1회
- GFW 글로벌 챔피언 1회